# فابيان فارنول
فابيان فارنول (2 مايو 1985 ببوردو في فرنسا - ) (بالفرنسية: Fabien Farnolle)‏ هو لاعب كرة قدم فرنسي وبنيني في مركز حراسة المرمى. شارك مع منتخب فرنسا تحت 18 سنة لكرة القدم ومنتخب بنين لكرة القدم. أما مع النوادي، فقد لعب مع جيروندان بوردو ودينامو بوخارست ونادي فيتوريا سيتوبال ونادي كليرمونت 63 ونادي لوهافر ونادي ليبورن ونادي كويفيلي.

## وصلات خارجية
- فابيان فارنول على موقع اتحاد تركيا (لاعب) (الإنجليزية)
- فابيان فارنول على موقع قاعدة بيانات كرة القدم.إي يو (الإنجليزية)
- فابيان فارنول على موقع ليكيب (الفرنسية)
- فابيان فارنول على موقع ناشيونال فوتبول تيمز (الإنجليزية)
- فابيان فارنول على موقع Soccerway.com (الإنجليزية)
- فابيان فارنول على موقع عالم كرة القدم.نت (الإنجليزية)

لم يتم العثور على روابط لمواقع التواصل الاجتماعي.